# Aspidosperma subincanum
Aspidosperma subincanum là một loài thực vật có hoa trong họ La bố ma. Loài này được Mart., sau đó là A.DC. mô tả khoa học đầu tiên năm 1844.